# Людмила Тукан
Людмила Тукан — гагаузька співачка, виконавиця авторських пісень. Учасниця конкурсу пісні «Тюркобачення-2013».

## Біографія
Народилася 21 червня 1982 року в місті Чадир-Лунга (нині — Гагаузія, Молдова). Дитинство і юність провела в гагаузькому селі Баурчи. Кар'єру співачки розпочала у 1998 році.
У 2008 році на конкурсі «Срібний голос Гагаузії» завоювала перше гран-прі. Близько трьох років працювала над створенням першого альбому «Сана, маму» («Sana, mamu» — «Тобі, мамо»), в який увійшли пісні гагаузькою мовою, а також російською та молдовською, в народному поп-стилі. Перший диск співачка присвятила матері.
2011 рік став для співачки поворотним пунктом в кар'єрі, вона отримала запрошення на міжнародний фестиваль музики в Ашхабаді, Туркменістан. У тому ж році Тукан взяла участь на фестивалі «Східний Базар» у Ялті, де виконала пісню «Umut incä», вийшла у фінал і отримала спеціальний приз — можливість зняти кліп на авторську пісню в Туреччині. Кліп був знятий на відому пісню «Kɪsmet mi bu osa mɪ zeet» (Щастя це чи біль). Наступним етапом був музичний конкурс «GRAND PRIX» в Одесі, де співачка зайняла перше місце у своїй категорії.
Натхненна позитивними відгуками рідних і радіослухачів, Тукан вирішила продовжити творчість, але в більш яскравих кольорах. У 2012 році був створений другий альбом «Спекотне літо, веселі дні…», в роботі над яким брав участь молдовський композитор Мірча Гуцу. У тандемі з гагаузькими поетами (Тодур Занет, Тодур Маріноглу) співачка стала виконувати пісні на патріотичну тему, і вже на наступний рік після другого альбому вийшла її третя збірка «Bendä var bir Vatan» («У мене одна батьківщина»).
Знялася в кількох кліпах своїх пісень. Став популярним кліп «Bobanɪn elleri» (Руки мого батька), в якому співачка описує свої спогади і співає про почуття до батька.
Людмила Тукан брала участь у співочому конкурсі «Тюркобачення-2013».

## Родина
Людмила Тукан одружена, виховує двох дочок — Каріну і Маргариту. Старша дочка пішла шляхом матері, вчиться музики і вокалу. Молодша — художниця-початківиця. У 2013 році Людмила з сім'єю переїхала в Чадир-Лунгу. Співачка продовжує свою кар'єру і пише нові пісні.